# William Collazo
William Collazo Gutiérrez (* 31. srpna 1986, Havana) je kubánský atlet, běžec, jehož specializací je běh na 400 metrů.
Na letních olympijských hrách 2008 v Pekingu skončil v semifinále na celkovém třináctém místě a do osmičlenného finále nepostoupil . V roce 2009 získal zlatou medaili na Středoamerickém a karibském šampionátu v Havaně . V témž roce se zúčastnil mistrovství světa v Berlíně, kde skončil v semifinálovém běhu. 
Největší úspěch zaznamenal v roce 2010 na halovém MS v katarském Dauhá, kde získal stříbrnou medaili. V cíli nestačil jen na bahamského čtvrtkaře Chrise Browna.